# Специфікація
Специфіка́ція (англ. specification) — формалізований опис властивостей, характеристик і функцій об'єктів.

## Специфікації у інформатиці

### Формальна специфікація
Форма́льна специфіка́ція — математичне описання програмного забезпечення або обладнання, яке може бути використане для розробки реалізації. В ній описується, що має робити система, але не (обов'язково) вказується як. Маючи таку специфікацію, можна, використовуючи техніку формальної верифікації продемонструвати, що запропонований проєкт системи є правильним, по відношенню до специфікації. Такий підхід має перевагу в тому, що запропоновані невірні проєкти систем можуть бути переглянуті до того як буде зроблено основні витрати на власне саму реалізацію. Альтернативний підхід полягає в тому, аби, виконуючи кроки по уточненню специфікації, вірність яких можна довести, перетворити специфікацію на реалізацію, яка буде вірною через побудову.

## Специфікація в економіці
Специфіка́ція (від лат. species — вид, різновид і «…фікація»)

1. Визначення й перелік специфічних особливостей будь-чого. 

2. Технічний документ, в якому зазначено назви частин, вузлів і деталей даного виробу, їхню кількість, матеріал, вагу тощо.

3. Видавнича С. — супровідний до оригіналу видання документ, у якому зведено всі вказівки щодо відтворення оригіналу у вигляді друкованого видання (технічні умови для набору, особливості верстки, друку й брошурувально-палітурних процесів).
Специфікація — технічний документ з переліком конкретних матеріалів у розгорнутій номенклатурі (з докладною характеристикою), що потрібні підприємству в певній кількості для виконання виробничої програми.
Специфікація: 

1. Визначення і перелік специфічних особливостей чого-небудь; розподіл на класи, групи за спільними ознаками, властивостями; класифікація. 

2. Технічний документ, в якому зазначено назви частин, вузлів і деталей певного виробу, а також вказано їх кількість, матеріал, вагу і т. ін.; документ з переліком певних умов, яким повинен відповідати замовлений предмет.

## Специфікація у машинобудуванні

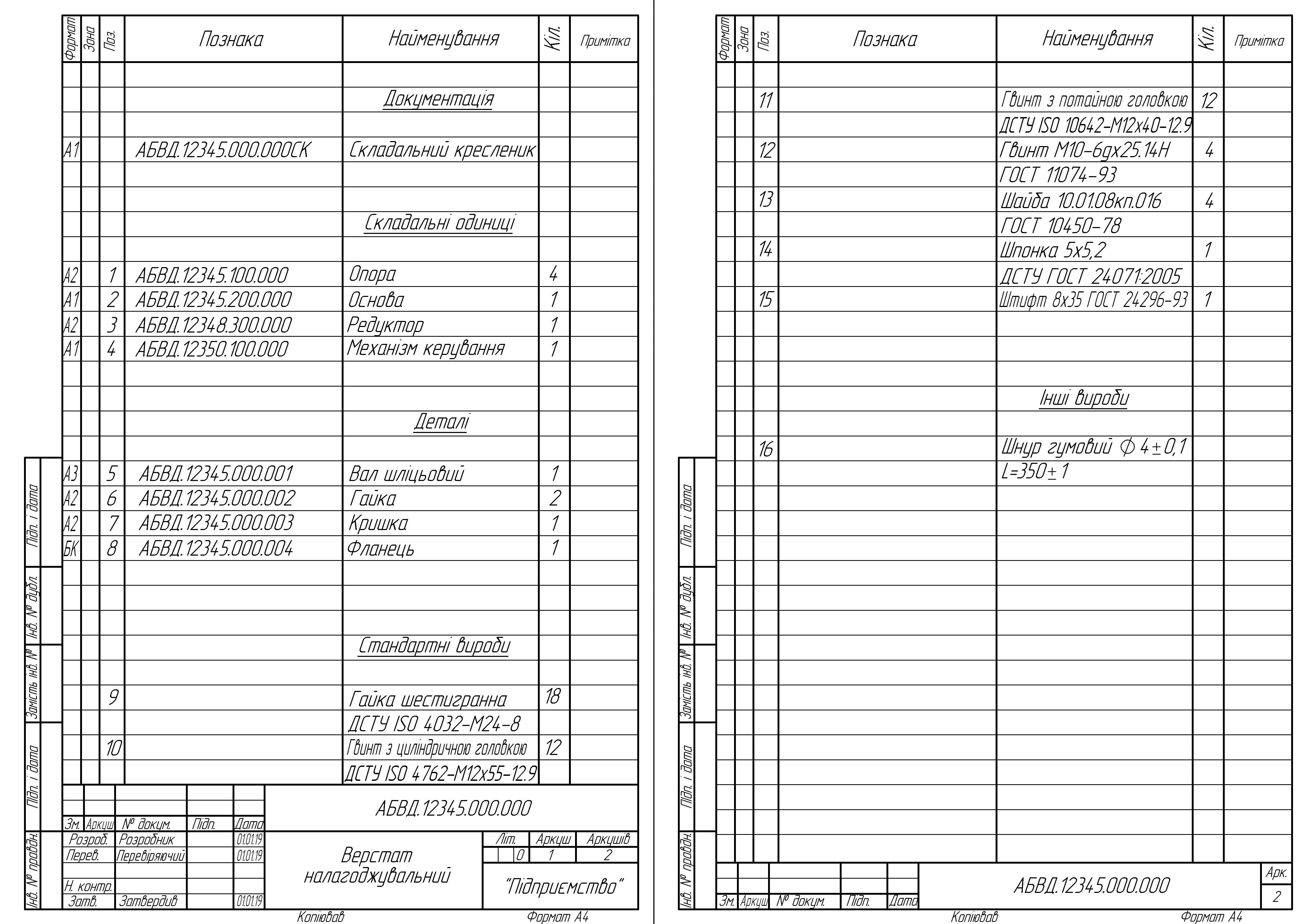
Специфікація на виріб у машинобудуванні, зразок виконання.

Специфікація (англ. parts list; bill of materials (BOM), нім. Stückliste) — це повний перелік складників виробу, які утворюють складальний виріб (або складанну одиницю), чи окремих деталей, зображених на кресленику.
Специфікація — це документ, який визначає склад складальної одиниці, комплексу або комплекту.
Специфікацію виконують у відповідності до ГОСТ 2.106-96.
Специфікацію складають на окремих аркушах на кожну складанну одиницю, комплекс і комплект.
У специфікацію входять складові частини, які входять у розспецифіковний виріб, а також конструкторські документи, які відносяться до цього виробу і до його нерозспецифіковних складових частин.
Специфікація у загальному випадку складається з розділів, які розміщують у наступній послідовності:
- документація;
- комплекси;
- склада́нні одиниці;
- деталі;
- стандартні вироби;
- інші вироби;
- матеріали;
- комплекти;

Наявність тих чи інших розділів визначається складом розспецифікованого виробу.

### Загальні вимоги та пояснення до виконання специфікації
у розділ «Документація» вносять:
- документи, які складають основний комплект конструкторських документів розспецифікованого виробу, окрім його специфікації, відомості експлуатаційних документів та відомості документів для ремонту;
- документи основного комплекту які вносять до специфікації нерозспецифіковних складових частин (деталей), окрім їх робочих креслеників;

у розділ «Комплекси» вносять комплекси, які безпосередньо входять у розспецифікований виріб.
у розділ «Складанні одиниці» вносять складальні одиниці, які безпосередньо входять у розспецифікований виріб.
у розділ «Деталі» вносять деталі, які безпосередньо входять у розспецифікований виріб.
у розділ «Стандартні вироби» записують вироби, застосовані по стандартам (у порядку: міждержавні, державні, промислові, підприємства). В межах кожної категорії стандартів запис рекомендується виконувати по групам виробів, об’єднаних по функціональній призначеності (наприклад вальниці, кріпильні вироби і т. ін.).
у розділ «Інші вироби» вносять вироби, використанні за технічними умовами та імпортні куповані вироби, застосовані за супроводжувальною технічною документацією закордонних виготовлювачів (постачальників).
у розділ «Матеріали» вносять всі матеріали, які безпосередньо входять у розспецифікований виріб, але окрім матеріалів кількість яких не може бути визначено конструктором за розмірами елементів виробу і внаслідок цього встановлюються технологом. До таких матеріалів відносять наприклад: лаки, фарби, клей, мастило, припої, електроди. Вказівки щодо використання таких матеріалів дають у технічних вказівках на полі кресленика.
у розділ «Комплекти» вносять:
- відомість експлуатаційних документів;
- відомість документів для ремонту;
- комплект монтажних частин;
- комплект змінних частин;
- комплект запасних частин;
- комплект інструменту та приладдя;
- комплект укладальних засобів;
- інші комплекти (згідно наданих ним найменуванням);
- паковання;

## Специфікація у будівництві
Специфікації будівельних виробів складають згідно ДСТУ Б А.2.4-4 та ДСТУ Б А.2.4-7.